# Григорий Цамблак (хълм)
Григорий Цамблак (62°38′20.6″ ю. ш. 61°00′12″ з. д. / 62.639056° ю. ш. 61.003333° з. д.) е скалист хълм, разположен на полуостров Байърс, остров Ливингстън, Антарктика. Получава това име в чест на българския книжовник и митрополит на Киев Григорий Цамблак през 2006 г. Обнародвано е с указ на Президента на Република България на 31 май 2016 г.

## Описание
Хълм Цамблак е с дължина 900 m по направление север-юг, ширина 450 m и височина 113 m в източната част на
полуостров Байърс, остров Ливингстън. Разположен е на 1,73 km северно от хълм Негро, 4,23 km източно от връх Честър и 1,45 km южно от нос Спарадок. Издига се над Грабителските плажове на север. Районът е посещаван от ловци на тюлени през XIX век.

## Картографиране
Испанско картографиране на върха от 1992 г. и българско от 2009 и 2012 г.

## Карта
- Península Byers, Isla Livingston Архив на оригинала от 2013-11-09 в Wayback Machine.. Mapa topográfico a escala 1:25000. Madrid: Servicio Geográfico del Ejército, 1992.
- L.L. Ivanov et al. Antarctica: Livingston Island, South Shetland Islands (from English Strait to Morton Strait, with illustrations and ice-cover distribution). Топографска карта в мащаб 1:100000. София: Antarctic Place-names Commission of Bulgaria, 2005.
- Л. Иванов. Антарктика: Остров Ливингстън и острови Гринуич, Робърт, Сноу и Смит. Топографска карта в мащаб 1:120000. Троян: Фондация Манфред Вьорнер, 2009. ISBN 978-954-92032-4-0